# Velikite Balgari
Великите българи (em português: Grandes Búlgaros) é um programa de televisão búlgaro do gênero jornalístico lançado em 9 de junho de 2006 e encerrou em 10 de dezembro de 2006. O programa é baseado no programa britânico 100 Greatest Britons da emissora BBC.

## Escolhidos

### Top 10
- Vasil Levski (1837–1873)
- Peter Deunov (1864–1944)
- Asparuque (m. 695)
- Simão I da Bulgária (n. 866–927)
- Hristo Botev (1848–1876)
- Bóris I da Bulgária (m. 907)
- Cirilo e Metódio (século IX)
- Stefan Stambolov (1854–1895)
- Ivan Vazov (1850–1921)
- Paisius de Hilendar (1722–1773)

### Top 100
- João Atanasoff
- Hristo Stoichkov
- Baba Vanga
- Todor Zhivkov
- Georgi Asparuhov
- Joanitzes da Bulgária
- Crum da Bulgária
- João Asen II da Bulgária
- Vladimir Dimitrov
- João de Rila
- Azis
- Ivan Kostov
- Aleko Konstantinov
- Volen Siderov
- Georgi Benkovski
- Yurukov
- Slavi Trifonov
- Nikola Vaptsarov
- Boyko Borisov
- Lili Ivanova
- Dan Koloff
- Cubrato
- Tonka Obretenova
- Georgi Rakovski
- Petko Voyvoda
- Rayna Knyaginya
- Valya Balkanska
- Georgi Dimitrov
- Albena Denkova
- Ghena Dimitrova
- Evlogi e Hristo Georgievi
- Atanas Burov
- Kolyu Ficheto
- Emil Dimitrov
- Patriarca Eutímio de Tarnovo
- Samuel da Bulgária
- Aleksandar Stamboliyski
- Georgi Partsalev
- Zahari Stoyanov
- Nikolay Haytov
- Clemente de Ohrid
- Veselin Topalov
- Yordan Yovkov
- Gotse Delchev
- Peyo Yavorov
- Rayna Kabaivanska
- Tervel da Bulgária
- Ahmed Dogan
- Hadzhi Dimitar
- Bóris III da Bulgária
- Neshka Robeva
- Nevena Kokanova
- Boris Christoff
- Yordan Radichkov
- Yane Sandanski
- Dimitar Peshev
- Elin Pelin
- Vasil Aprilov
- Apostol Karamitev
- Georgi Parvanov
- Dimcho Debelyanov
- Zahari Zograf
- Panayot Volov
- Sergey Stanishev
- Simeon Sakskoburggotski
- Lyudmila Zhivkova
- Dimitar e Konstantin Miladinovi
- Stefan Karadzha
- Nicolai Ghiaurov
- Stoyanka Mutafova
- Dimitar Spisarevski
- Lyuben Karavelov
- Stefka Kostadinova
- Hristo Smirnenski
- Georgi Ivanov
- Petar Beron
- Valeri Petrov
- Georgi Kaloyanchev
- Geo Milev
- Sofrônio de Vratsa
- Ekaterina Dafovska
- Dimitar Talev
- Todor Aleksandrov
- Pencho Slaveykov
- Filip Kutev
- Cracra de Pernik
- Ivet Lalova
- Panayot Hitov
- Omurtague da Bulgária
- Asen Zlatarov